# Intelligence artificielle dans la santé

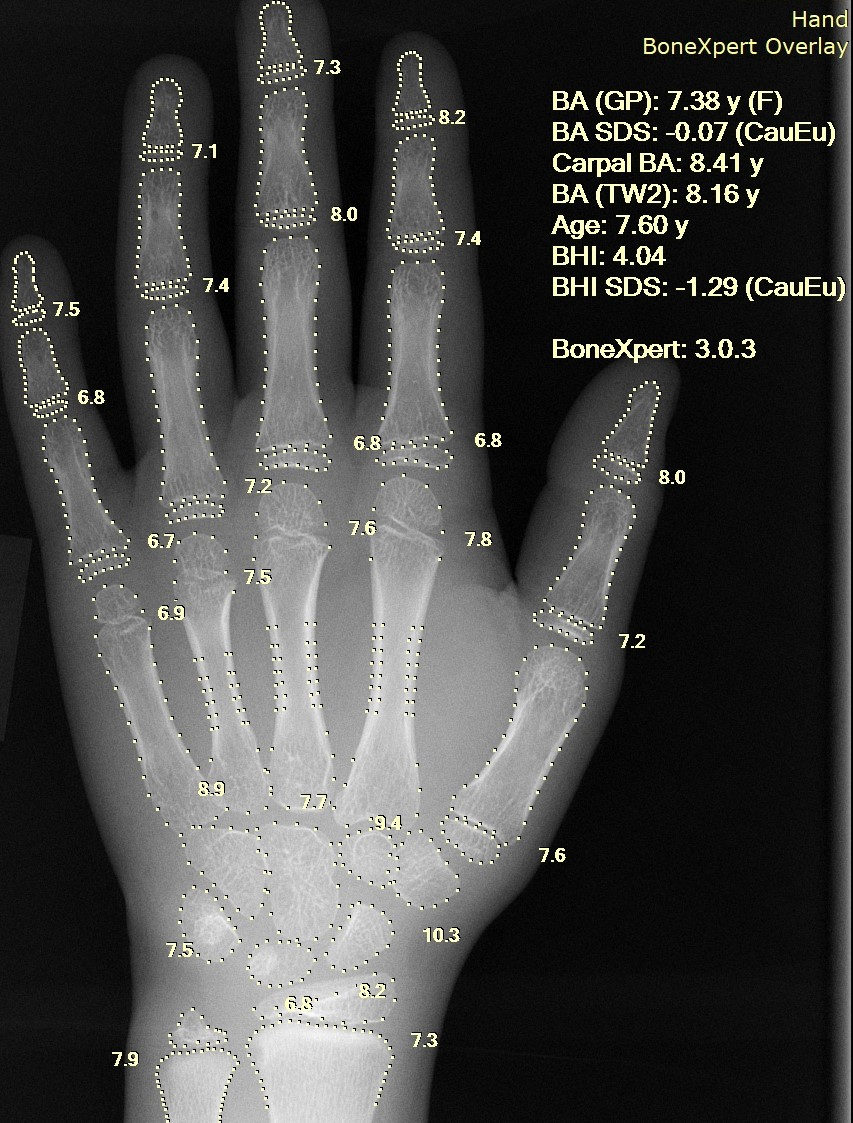
Rayon X d'une main, avec calcul automatique de l'âge osseux par un logiciel informatique.

L'intelligence artificielle (IA) dans la santé, parfois confondue avec la notion connexe et plus large de santé numérique ou e-santé) est l'utilisation d'algorithmes et de logiciels, ainsi que de robots pilotés par l'IA, pour l'analyse et l'utilisation de données médicales complexes, ainsi que des savoirs et savoir-faire (en chirurgie notamment). 
Dans les systèmes de santé (dont hôpitaux, cliniques, universités et autres institutions), l'IA sert à aider au diagnostic différentiel et précoce, la médecine préventive et prédictive (prédiction des épidémies y compris), le suivi individualisé du patient, l'appui au choix d'une thérapie, l'automatisation des analyses (faites sans intervention humaine directe), l'aide à l'interprétation de résultats d'examens complémentaires, la gestion des données médicales et la recherche médicale ; et elle a bien d'autres usages possibles (soins intensifs, médecine prédictive, thérapies connectées, télémédecine avancée, chirurgie robotique autonome, dispositifs médicaux intelligents ajustant les traitements en temps réel, optimisation des soins via des assistants vocaux, prothèses intelligentes...), au profit d'une médecine plus personnalisée, d'une détection plus précoce des maladies, de soins améliorés (en ambulatoire notamment).
L'efficacité de l'IA dépend cependant de la qualité de ses données d'apprentissage, et elle peut être une technologie à double tranchant. Elle a évolué rapidement ces dernières décennies, passant des premiers systèmes experts aux réseaux de neurones dédiés à l'apprentissage profond qui ont dans les années 2020 des applications encore émergentes, mais rapidement croissantes, dans la santé humaine et vétérinaire et dans la pharmacologie, pour la santé mentale, l'édition génomique médiée par l'IA, les outils d'IA pour l'épidémiologie et le suivi des données de santé, les neurotechnologies médiées par l'IA, l'inclusion de la neurodiversité médiée par l'IA...
L'intégration de l'IA dans les services de santé pose des défis éthiques, organisationnels, réglementaires et systémiques sans précédents. Les agents conversationnels intelligents (ChatGPT...) transforment la relation médecin-patient. « L'IA soulève de nombreuses questions éthiques portant notamment sur la supervision des algorithmes, l'égalité d'accès à l'innovation et l'utilisation des données des patients. Il est encore difficile de prédire si l'IA restera un « filet de sécurité » pour le médecin ou si elle le supplantera. La France et l'Europe ont posé le principe de « garantie humaine » à l'interprétation des résultats diagnostiques et thérapeutiques, impliquant que la machine ne peut agir seule et consacrant la responsabilité du professionnel de santé ». La collecte, la normalisation/anonymisation et la confidentialité de ces données sont des enjeux du domaine tels qu'on cherche parfois à les remplacer par des données synthétiques. L'opacité des modèles profonds est un défi, ils doivent devenir compréhensibles pour les professionnels de santé ; un autre défi est d'allier ces avancées technologiques à une meilleure prise en compte de leurs impacts énergétiques, sociotechniques, climatiques et environnementaux, dans une approche systémique de la santé humaine, animale et environnementale. 

## Objectifs
Parmi les objectifs de l'IA dans le domaine de la santé figurent :
- amélioration de l'imagerie médicale et du diagnostic (ex. : synthèse d'images médicales dynamiques 4D, par apprentissage génératif)[8] ; par exemple, en 2025, les systèmes multimodaux d'IA atteignent désormais 96 % de précision dans la détection précoce du cancer du sein, et elle peut réduire de 40 % le temps d'analyse des IRM.
- L'intelligence artificielle (IA) progresse rapidement dans le secteur de la santé, avec des projections indiquant qu'elle pourrait atteindre une valeur de 148,4 milliards de dollars d'ici 2029[9].
- l'aide à la décision, en temps réel ou différée, aux professionnels du soin, pour la prévention, le diagnostic (des maladies rares notamment, afin de diminuer l'errance diagnostique)[10], le traitement (dont choix du type et dosage de médicament), le suivi du patient (« grâce au numérique et au pilotage par les données – en établissement, en ville ou à domicile »)[11], des réponses rapides aux questions médicales ;
- l'aide à la formation des soignants, des tiers-aidants ;
- l'aide aux patients (conseils de prévention, prises de rendez vous, réponse à certaines questions, formation, et soutien émotionnel disponible 24h/24 ;
- l'automatisation de tâches administratives (prise et gestion de rendez-vous, aide à la codification, rédaction automatique de brouillons de rapports médicaux), aide à la prise de décisions cliniques et à la conduite d'essais cliniques, au profit d'un gain de temps pour les soignants. Une étude (MIT Technology Review Insights et GE Healthcare[12] faite auprès de 900 professionnels de santé aux États-Unis et au Royaume-Uni, sur les effets de l'IA sur leur quotidien a montré que pour 61 % d'entre eux, l'IA a diminué le temps passé à remplir des dossiers et à écrire des rapports. Quarante-cinq pour cent des répondants estiment qu'ils ont ainsi pu passer plus de temps pour leurs patients.
- l'amélioration de la recherche médicale (génétique, toxicologie, pharmacologie, diagnostic, pronostic…)
- une analyse plus fine des relations entre la prévention, les traitements et, d'autre part, l'état de santé des patients[13]. L'IA améliore le diagnostic (notamment dans le domaine de l'imagerie médicale et des analyses biologiques), le protocole de traitement, le développement, choix et dosage de médicaments, pour une médecine personnalisée ;
- des soins plus personnalisés, leur évaluation et suivi. Ex : des institutions médicales telles que la Mayo Clinic, le Memorial Sloan Kettering Cancer Center[14], le Massachusetts General Hospital[15] ainsi que le National Health Service[16] ont développé des algorithmes d'IA pour leurs services. Les grandes entreprises de technologie comme IBM[17] et Google ainsi que des startups comme Welltok et Ayasdi[18] ont également développé des algorithmes d'IA pour la santé.
- amélioration de la santé et de l'autonomie des personnes âgées (et réduction concomitante de la charge des aidants), avec des enjeux éthiques de protection de la vie privée, d'autodétermination et de dignité ; avec un besoin de corriger les bais de l'IA concernant l'âgisme qui contribue à l'inéquité et qui freine l'inclusion des personnes âgées dans la société de l'information et le monde numérique[19].
- utilisation de l'IA en situation de crise exceptionnelle : de la médecine d'urgence au bien-être, en fonction de la maturité, disponibilité des solutions ainsi que de leur controverse et soutenabilité ; et en tirant les leçons de la pandémie de Covid-19 et de la Guerre russo-ukrainienne), un rapport récent a proposé 100 sujets à ce propos (logiciels, IA personnalisées, veille personnelle, tests génétiques, outils d'édition, modèles numériques, plateformes en ligne, réalité augmentée, robotique chirurgicale et d'accompagnement, etc.)[6].

## Histoire

### Années 1960 et années 1970
Dans les années 1960 et 1970, des méthodes et outils d'IA émergent dans le champ médical. Bien qu'issus de connaissances acquises dans d'autres domaines, basés sur des modèles causaux, taxonomiques, associatifs, le diagnostic différentiel,,,,, ils offrent de nouveaux modes d'organisation et de structuration des connaissances d'experts, des domaines cliniques et biomédicaux notamment. Ils intègrent des règles et des cadres formels de raisonnement probabiliste.
Dès 1975, des prototypes sont testés cliniquement ; laRutgers Research Resource on Computers in Biomedicine lance des ateliers sur l'IA en médecine où les perspectives du domaine sont discutées, en s'appuyant sur l'expérience pionnière SUMEX-AIM (réseaux informatiques biomédicaux) de l'université de Stanford.
la Recherche a produit un système expert, programme de résolution de problèmes baptisé Dendral. Conçu pour des applications de chimie organique, il a jeté les bases de son successeur immédiat : le système MYCIN,, considéré comme l'un des plus importants usages pionniers de l'intelligence artificielle en médecine, puis Internist-1 et CASNET qui n'ont cependant jamais intégré le quotidien des professionnels.

### Années 1980 et années 1990
Accessibilité, plan, liens internes
Dans les années 1980 et 1990, le micro-ordinateur s'est généralisé, ainsi que les autoroutes de l'information, autorisant de nouveaux niveaux de « connectivité réseau », préparant une possible arrivée d'objets connectés (capteurs médicaux y compris). Les chercheurs et les développeurs estiment alors que les systèmes d'IA en santé devraient aussi pouvoir pallier l'absence de données parfaites, et appuyer l'expertise médicale. Les approches impliquant la logique floue (théorie de l'ensemble flou), les réseaux Bayésiens et les réseaux de neurones artificiels, commencent à être appliquées aux systèmes informatiques intelligents du domaine de la santé.

### Années 2000
Dans les années 2000, de nouvelles applications de l'IA sont permises grâce à des améliorations dans la puissance de calcul plus rapides pour la collecte de données et le traitement de données ; une augmentation du volume et de la disponibilité des données de santé des particuliers et des soins de santé liés à des dispositifs ; la croissance du séquençage génomique des bases de données ; la mise en œuvre généralisée des systèmes de gestion de dossiers de santé électroniques ; des améliorations dans le traitement du langage naturel et la vision par ordinateur, permettant à des machines de reproduire et parfois dépasser les processus humains de perception et d'analyse. La chirurgie robotisée gagne aussi en précision. Avant l'apparition des LLM (tels que ChatGPT...), les principaux problèmes de santé étudiés dans la recherche en IA étaient « le cancer, la dépression, la maladie d’Alzheimer, l’insuffisance cardiaque et le diabète. Les réseaux neuronaux artificiels, les machines à vecteurs de support et les réseaux neuronaux convolutifs ont le plus grand impact sur les soins de santé. Les nucléosides, les réseaux neuronaux convolutifs et les marqueurs tumoraux sont restés des points chauds de la recherche jusqu'en 2019 ». Les technologies de réseaux neuronaux, d'apprentissage automatique, de traitement du langage naturel et d’apprentissage profond progressent fortement, de même que la puissance de calcul et celle des algorithmes, alors que les capteurs numériques intégrés se diversifient.

### Années 2020
Au début des années 2020, l'IA générative fait des progrès spectaculaires, qui lui permettant à la fois, paradoxalement ou de manière ambivalente, de proposer des médicaments nouveaux, et des molécules toxiques sans antidotes connus. Les 5 pays les plus avancés dans ce domaine sont la Chine (qui a annoncé en juillet 2017 lancer un plan visant à ce que cette industrie génère plus de 20 milliards de dollars à horizon 2020 et près de 60 milliards de dollars avant 2025), les États-Unis, Israël, le Canada et le Royaume-Uni.

Des études montrent une acceptabilité plutôt bonne en termes de confiance pour les IA spécialisées dans le domaine médical, y compris chez certains éthiciens, mais, alors que certains, depuis 2018, utilisent ou songent à associer la blockchain (très énergivore) à l'informatique médicale,, et en particulier à la tracabilité de la logistique pharmaceutique, et médicale, à la télémédecine,, à l'internet des objets (IOT), et au machine learning, dont pour mieux détecter la pseudomédecine et les arnaques médicales ; ces progrès se payent en coûts environnementaux ; en terme d'empreinte écologique et énergétique dans un monde « contraint par le réchauffement climatique et le dépassement des limites planétaires, menaçant la santé humaine et le fonctionnement même du système de santé. Le rapport de la Délégation ministérielle du numérique en santé et la planification écologique du système de santé du gouvernement français confirment la nécessité de maîtriser l'impact environnemental du numérique en santé. En effet, en dépit des promesses de dématérialisation, le numérique est une industrie très matérielle, engendrant émissions de gaz à effets de serre, consommation problématique de ressources en eau et minerais et impacts sociaux (...) La compréhension des conséquences du numérique et de l'intelligence artificielle, et des phénomènes tels que l'effet rebond, est un préalable indispensable à la mise en œuvre d'une pathologie numérique sobre, responsable et durable ».
En octobre 2024, un utilisateur de Character.ai, âgé de 14 ans, se suicide, et sa mère met l'IA en cause dans ce drame. et adolescent, qui avait noué une relation intime avec un chatbot inspiré du personnage de "Game of Thrones" Daenerys Targaryen, avait manifesté le "désir de mettre fin à ses jours" et ce chatbot l'aurait encouragé à passer à l'acte, répondant "Je vous en prie, mon doux roi" lorsqu'il a dit qu'il "partait au paradis" avant de se suicider avec l'arme de son beau-père. Le fabricant de ce chatbot a généré "une dépendance néfaste à ses produits" et même "abusé sexuellement et émotionnellemen" l'adolescent, sans prévenir ses parents lorsqu'il a exprimé des idées suicidaires", accusent les avocats de la mère. Une autre plainte vise le même chatbot pour avoir exposés des enfants "à des contenus sexuels "l'accusant de les avoir "encouragés à s'automutiler". La plateforme le commercialisant a réagi en mentionnant son projet  d'introduire des contrôles parentaux au début de l'année 2025, ainsi que et des avertissements bien visibles sur la nature artificielle des interactions, ou encore de signaler automatiquement les contenus liés au suicideet de diriger les utilisateurs vers un service national de prévention.
En 2025, des chercheurs de l'université Dartmouth, dans l'État du New Hampshire, annoncent qu'ils ont créé une interface d'intelligence artificielle générative pour la psychothérapie, à but non lucratif et proposant une alternative à des applications non régulées dont les professionnels de santé mentale craignent les dangers. Ces chercheurs de l'université Dartmouth précisent cependant qu'il est "plutôt d'années que de mois" avant la mise en ligne" de cet outil car il faut "encore creuser sur le terrain de la sécurité". La plateforme Earkick, qui diffuse l'outil thérapeute IA Panda, revendique plus de 100.000 utilisateurs, pour l'essentiel aux Etats-Unis, dans un contexte où l'Agence américaine du médicament (FDA) ne certifie pas les applis d'IA, qui en général ne sont pas utilisées sous le contrôle d'un référent, alors que "la supervision d'un professionnel" pourrait leur donner "un grand potentiel", selon Darlene King, de l'Association américaine de psychiatrie. La première étude clinique dans ce domaine, finalisée fin mars 2025, a semblé indiquer que l'outil Therabot de l'université Dartmouth soulage des patients souffrant d'anxiété, de dépression ou de troubles du comportement alimentaire. Une autre était en cours en mai pour la plateforme Earkick.

En 2025, une IA baptisée EchoNext (préalablement formée à détecter les « cardiopathies structurelles », par apprentissage profond, à partir de plus d’un million d’enregistrements de rythme cardiaque et d’imagerie, dans un système de santé diversifié) a montré sa capacité à diagnostiquer mieux que les cardiologues ces pathologies (tests faits dans une évaluation contrôlée), et ce, avec des performances constantes selon les contextes cliniques et les groupes ethniques. De plus, testé prospectivement chez des patients sans imagerie préalable, l'outil a pu identifier des pathologies cardiaques jusqu'alors non diagnostiquées.

## En France

### Objectifs
Les gouvernements successifs, souhaitant faire du pays un leader européen en matière de santé numérique, soutiennent progressivement l'intégration de l'IA dans le domaine médical, pour:
- améliorer le diagnostic;
- la prise en charge des patients;
- l'efficacité des soins;
- l'apprentissage automatique au service de l'analyse de données médicales.

### Assurance maladie
L'assurance maladie utilise l'IA pour:
- optimiser la gestion des risques;
- détecter les fraudes;
- personnaliser les offres en fonction des profils médicau.

Ce dernier point pose des questions éthiques médicales au vu des biais de l'IA « (discrimination algorithmique ») et des risques en matière de protection des données, en dépit de la réglementation.

### Réglementation
Il existe des réglementations strictes telles que le Règlement général sur la protection des données (RGPD) et les directives de la Haute Autorité de Santé (HAS), qui visent à garantir la transparence et la fiabilité des algorithmes. 

### Ethique médicale
L'éthique médicale insiste sur la nécessité d'un contrôle humain des décisions automatisées et d'une approche centrée sur le patient, afin d'éviter les biais et de préserver l'autonomie des professionnels de santé.

## Essais cliniques
Dans le domaine des essais cliniques, l'IA vise à faciliter le recrutement de participants aux études qui évaluent les nouveaux médicaments, dans un contexte où, 85% de ces études à grande échelle souffrent de retards d'inclusion de patients, selon l'Association française des entreprises du médicament (Leem). Pour une dizaine de pathologies dont Alzheimer, Parkinson, le cancer du sein, l'endométriose, ou le syndrome des ovaires polykystiques, la plate-forme PatLynk utilise des données sur la pathologie, l'âge, et la localisation du patient et s'emploie à les "nettoyer, structurer et croiser", afin de lui proposer des essais qui correspondent à ses besoins, ce qui augmente les possibilités d'y participer pour les personnes vivant loin d'un hôpital et complète la méthode traditionnelle de recrutement dans les hôpitaux.

## Recherche contemporaine
Au delà de l'utilisation de système expert codant les connaissances pour les utiliser sur des scénarios cliniques spécifiques, c'est l'apprentissage automatique qui offre la possibilité d'utiliser de nouveaux types de données dont le volume ou la complexité auraient rendu l'analyse inimaginables.
En 2016, l'OMS publie un guide pratique pour la recherche et l'évaluation en santé numérique, un domaine ayant fait depuis l'objet d'une abondante littérature scientifique.
Dans les années 2020, toutes les spécialités de la médecine sont directement ou indirectement concernées par l'IA. La première ayant attiré l'attention est l'interprétation radiographique, puis d'autres types d'imagerie médicale, mais l'avènement de l'IA générative pourrait aussi changer la relation patient-médecin et à la maladie.
Le pays le plus avancé dans ce domaine est la Chine (qui a lancé en juillet 2017 un plan de développement national visant à générer plus de 20 milliards de dollars de revenus ou valeur à horizon 2020, et près de 60 milliards de dollars pour 2025). Viennent ensuite les États-Unis, Israël, le Canada et le Royaume-Uni.
Les recherches menées par l'entreprise Neuralink se concrétisent avec une puce qui allierait intelligence humaine et artificielle, principalement destinée à la médecine, par exemple contre, l'épilepsie, la dépression ou de permettre aux personnes paralysées d'écrire, parler ou se déplacer.

### Santé environnementale, intelligence épidémiologique, éco-épidémiologie, une seule santé...
Parce qu'elle permet d'analyser de grandes quantités de données de santé (image, texte…) très rapidement, l'IA peut « déterminer l'épidémiologie de certaines maladies, telles que le cancer (…). Elle peut par exemple être utilisée pour retrouver des corrélations entre certains comportements ou certaines caractéristiques sociodémographiques et l'apparition de maladies comme l'obésité, le diabète ou le cancer », et contribuer à détecter, voire prévenir l'apparition, la résurgence de nouvelles maladies ou l'apparition de nouveaux foyers. « L'épidémiologie a toujours utilisé des méthodes statistiques et les théories des probabilités » qui sont des domaines où l'IA excelle. Avant les années 2020, malgré les avancées de l'IA, peu d'études épidémiologiques, en particulier celles liées à la santé environnementale, utilisent ces méthodes,. L'IA pourrait notamment aider à mieux comprendre les déterminants environnementaux de maladies multifactorielles (« Elle peut par exemple être utilisée pour retrouver des corrélations entre certains comportements ou certaines caractéristiques sociodémographiques et l'apparition de maladies comme l'obésité, le diabète ou le cancer »).
Selon un rapport (juillet 2024) de Santé Publique France intitulé « L'IA : synthèse des connaissances et perspectives pour la santé environnementale à Santé publique France », l'IA suscite aussi un intérêt dans le domaine de la santé environnementale (SE) et des approches One Health. Elle y est déjà mobilisée pour certaines étapes des études, allant de l'analyse (bio)géographique (geoAI), par des systèmes d'information géographique intelligents, de la collecte, du tri et de l'analyse de corpus de données massives et complexes, globales à locales, jusqu'à la prospective, facilitant la modélisation de systèmes complexes, l'étude des expositions (par exemple aux dérives de pesticides épandus dans les champs, en identifiant mieux le type de culture visible sur l'imagerie satellitale ou aérienne,, des profils de territoires et de vulnérabilité, et des liens entre composantes environnementales et sanitaires. Comme dans d'autres domaines, elle améliore et accélère la recherche documentaire et la diffusion dynamique des résultats d'études. Et « les opportunités offertes par l'IA dans le domaine de la santé environnementale sont immenses », mais ils ne doivent pas faire oublier les enjeux juridiques, éthiques, techniques, énergétiques et écologiques et les limites de cette technologie.

### Imagerie médicale (radiologie...)
C'est l'un des domaines où l'IA a le plus progressé. Elle peut détecter un changement infime dans une image, ou un indice qu'un clinicien pourrait avoir accidentellement raté. Une étude, à Stanford, a montré qu'un algorithme détectait la pneumonie mieux que les radiologues. La Conférence de la Société de Radiologique de l'Amérique du Nord a orienté une grande partie de ses travaux de recherche dans l'utilisation de l'IA dans l'imagerie. 
En septembre 2022, le logiciel BoneView de la start-up Gleamer permet aux radiologues de l'hôpital Paris Armand Trousseau de détecter correctement les fractures chez les personnes âgées et jeunes, avec un taux de détection passant de 73,3 % à 82,8 % avec l'intelligence artificielle. En mammographie, l'IA aide les radiologues à détecter les cancer plus tôt et avec plus de précision.
L'apprentissage automatique et l'IA sont notamment et par exemple de plus en plus utilisée, dont en soins intensifs, pour améliorer l'interprétation de radios, d'images échographiques et de tomodensitométrie, notamment dans le domaine de la chirurgie vasculaire ou dans le domaine de la chirurgie dentaire, ou encore en obstétrique et gynécologie, dans le diagnostic et le traitement personnalisés de la septicémie.

### Psychiatrie
En psychiatrie, après des systèmes experts testés dans les années 1980, par exemple avec Psyxpertpsychi, programmé pour aider les psychiatres à diagnostiquer les problèmes psychiatriques. Quarante ans plus tard, les applications de l'IA sont encore expérimentales, mais semblent prometteuses. Les domaines où les preuves s'élargissent rapidement comprennent les chatbots, des agents conversationnels qui imitent le comportement humain et qui ont été étudiés pour l'anxiété et la dépression.
Parmi les défis à relever, on peut citer le fait que de nombreuses applications dans ce domaine sont développées et proposées par des entreprises privées, comme le dépistage des idées suicidaires mis en place par Facebook en 2017. Ces applications en dehors du système de santé soulèvent diverses questions professionnelles, éthiques et réglementaires.

### Santé sexuelle
Les muscles centraux ont un rôle clé dans la dysfonction sexuelle féminine (DSF) qui affecte négativement la libido, l'orgasme et le confort lors des rapports sexuels. Une étude basée sur l'analyse fine des variations des muscles abdominaux lors la DSF à l'aide de l'apprentissage automatique et profond. Plusieurs modèles, dont le réseau neuronal convolutif (CNN) et le régresseur de forêt aléatoire, se sont révélés les plus précis pour prédire ces modifications musculaires. Les résultats mettent en évidence l'importance d'une réadaptation ciblée, intégrant ces muscles dans les traitements pour améliorer la qualité de vie des femmes concernées. L'étude souligne également le potentiel de l'intelligence artificielle dans l'analyse et la prise en charge personnalisée des troubles sexuels féminins.

### Cancérologie,radiomique
Entre 2012 et 2022, plus de 6000 articles scientifiques ont porté rien que sur l’IA en oncologie (essentiellement [30,89 %] publiés par des chercheurs chinois). l'IA sert notamment à automatiser l'analyse des biopsies, améliore la détection d'anomalies, affiner les diagnostics et l'imagerie des puces tissulaires (Tissue Microarray ou TMA qui analysent simultanément plusieurs échantillons de tissus en facilitant l'étude des marqueurs tumoraux et des processus de transformation cellulaire, permettant d'identifier des schémas tumoraux et de prédire l'évolution des cancers, au service d'une médecine de précision et de stratégies thérapeutiques optimisées). L'IA contribue aussi à accélérer la recherche sur les traitements (personnalisés, notamment).
En 2018, une équipe de chercheurs français est parvenue à entraîner un ordinateur à analyser des images pour évaluer l'efficacité d'une immunothérapie. Dans le domaine de l'oncologie, l'IA peut notamment faciliter les soins en ambulatoire (hors des murs de l'Hôpital) et améliorer « l'éducation et l'information des patients et soignants, la prévention, le dépistage et le diagnostic, le suivi sous traitement, la surveillance et la recherche ». L'IA permet aussi une radiothérapide adaptative, notamment basée sur la réponse tumorale et « sur l'anatomie quotidienne des patients », sur une prédiction de la radiosensibilité des tissus sains et tumoraux (ce qui implique d'intégrer l'analyse génomique et du transcriptome du patient).
L'IA et l'apprentissage automatisé permettent d'exploiter de façon incrémentale les bases de données massives pour « dégager des hypothèses permettant de mieux personnaliser nos traitements »,.
L'IA peut contribuer à combattre le cancer, sous forme d'"assistance au diagnostic, à la quantification", en compilant les milliers voire les millions de données (cliniques, imagerie, microscope, ADN) pour mieux comprendre la biologie des tumeurs, prédire leur agressivité ou l'efficacité d'un traitement éventuel, mais avec l'aide d'un médecin apte à "faire le tri dans ce qui est biologiquement et médicalement pertinent", d'autant que les "modèles méritent encore une validation clinique, selon le pathologiste Camille Franchet, de l'Institut universitaire du Cancer Oncopole de Toulouse ,t il faut que les données soient protégées au niveau réglementaire. Depuis 202, l'Institut de recherche de Toulouse Saint-Exupéry et l'Oncopole Claudius Regaud travaillent sur le potentiel de l'IA dans la recherche d'un traitement du glioblastome, forme la plus agressive du cancer du cerveau, au pronostic vital sombre et aux options de traitement limitées, en vue d'un "traitement personnalisé des malades de ce cancer complexe", plus facile à concevoir lorsqu'on peut mieux "prédire les effets secondaires".

### Résistance aux antibiotiques
Une étude de chercheurs de l'Inserm publiée fin 2024 dans la revue Nature Microbiology, donne une piste: utiliser l'intelligence artificielle. Les auteurs ont procédé en plusieurs étapes. Ils ont d'abord utilisé une vaste base de données sur les bactériophages, à partir de laquelle ils ont demandé à leur logiciel de proposer des mélanges sur mesure face à plusieurs bactéries de la famille E. coli. Dans un second temps, ils ont testé ces mélanges qui se sont révélés capables de tuer les bactéries dans 90% des cas. Selon l'Inserm, leurs travaux "ouvrent la voie à des phagothérapies personnalisées pour combattre des infections bactériennes résistantes aux antibiotiques".

### La télésanté
La demande en Télémédecine, domée[pas clair] par le contexte de la pandémie de Covid-2019, est associée à une demande en IA, ici mobilisée pour le diagnostic et la surveillance des patients (surveillance qui peut être constante, plus ou moins interactive et capable de déceler des changements difficiles à repérer autrement).

### Les maladies cardiovasculaires, et autres maladies chroniques; l'éducation thérapeutique
Les études sur l'IA et les maladies cardiaques ont surtout été publiées aux États-Unis, au Royaume-Uni et en Chine, portant notamment sur « l’imagerie cardiovasculaire, la prédiction du risque cardiovasculaire et de nouvelles cibles médicamenteuses (...) l'amélioratoin de la compréhension des phénotypes d'insuffisances cardiaques et des cardiopathies congénitales » (y compris, précocément, chez le nouveau-né, une connaissance qui a « conduit à de nouvelles stratégies de traitement pour différents types de maladies cardiovasculaires, à une nouvelle approche de la pharmacothérapie cardiovasculaire et à une enquête post-commercialisation des médicaments sur ordonnance »,,. La « cardiologie nucléaire » en bénéficie aussi.    
En 2017, on a aussi confirmé que des capteurs connectés peuvent aider des patients consentants voulant changer de comportement (même si l'aide de soignants reste essentielle dans l'éducation thérapeutique). Il existe des preuves scientifiques, pour le diabète et les maladies coronariennes, des bénéfices d'applications permettant aux patients d'introduire leurs données pour la gestion de leur affection. Mais la majorité de ces patients souffrent de plusieurs maladies chroniques, ce qui réduit le bénéfice de ces applications.

### Entreprises impliquées
Dans le secteur médical et de l'industrie des logiciels et produits de santé, la consolidation de grande bases de données visent à améliorer les algorithmes d'IA en santé, non sans risque pour la protection des données, souvent des données personnelles et sensibles. Plusieurs grandes entreprises travaillent sur de tels algorithmes et systèmes d'IA :

#### IBM
IBM Watson Oncologie est en cours de développement au Memorial Sloan Kettering Cancer Center et de la Clinique de Cleveland. IBM travaille également avec CVS de la Santé sur l'IA des applications dans les maladies chroniques, le traitement et avec Johnson & Johnson sur l'analyse d'articles scientifiques à trouver de nouvelles connexions pour le développement de médicaments.

#### Microsoft
Le projet Hanover de Microsoft analyse de la recherche médicale pour prédire le plus efficace du cancer de la drogue options de traitement pour les patients. D'autres projets incluent l'analyse d'images médicales de tumeurs et le développement programmable de cellules.

#### Google
La plateforme DeepMind de Google est utilisée par le National Health Service du Royaume-Uni pour détecter certains risques pour la santé à travers les données collectées via une application mobile. Un deuxième projet avec le NHS implique une analyse des images médicales recueillies sur les patients pour développer des algorithmes de vision par ordinateur permettant de détecter les tissus cancéreux.
Google DeepMind a également conçu Alphafold, un système d'intelligence artificielle basé sur l'apprentissage profond qui permet de prédire la façon dont des protéines se replient. Cette nouvelle méthode, introduite en 2018 et améliorée en 2020, est nettement plus rapide que les approches traditionnelles et a été décrite comme une révolution dans le domaine de la recherche en biologie,. Les concepteurs d'Alphafold2 ont reçu le prix Nobel de chimie 2024.

#### Apple
Apple envisage pour 2026 un service "Health+" de santé assisté par IA intégré à son offre Apple One pour iOS 19 en 2026, qui inclurait un "docteur IA", capable d'analyser les données de santé des utilisateurs via l'Apple Watch et d'autres capteurs, pour ournir des recommandations personnalisées sur l'activité physique, le sommeil et la nutrition, avec aussi des vidéos éducatives et un suivi alimentaire intégré.

#### Intel
Le fonds de capital-risque d'Intel, Intel Capital, a récemment investi dans la start-up Lumiata qui utilise l'IA pour identifier les patients à risque et développer des options de soins.

#### Doctolib
La plate-forme française Doctolib, qui revendique 400000 professionnels de santé abonnés dont le quart en Allemagne et le reste en France, affirme avoir effectué 115 millions d'euros d'investissements en recherche et développement en 2024, "dont une bonne partie sur l'intelligence artificielle" et prévoir pour l'automne 2025 un assistant virtuel permettant de prendre les rendez-vous par téléphone en dialoguant avec une intelligence artificielle, en particulier pour les personnes âgées.

#### Start-ups
Predictive Medical Technologies utilise des données d'une unité de soins intensifs pour identifier les patients susceptibles de subir des incidents cardiaques. Modernizing Medicine utilise les connaissances recueillies auprès de professionnels de la santé ainsi que les données des patients pour recommander des traitements. Nimblr.ia utilise un dialogueur d'IA pour automatiser la programmation et la confirmation des patients, tout en raccordant ces informations avec les dossiers patients électroniques. AZmed aide les radiologues et urgentistes dans leur diagnostic en radiographie standard à l'aide d'algorithmes d'apprentissage profond.

### Autres
Des applications digitales pour consultants comme Babylone (basée au Royaume-Uni) utilisent l'IA pour donner des consultations médicales fondées sur les antécédents médicaux personnels et la connaissance médicale. Les utilisateurs décrivent leurs symptômes à l'application, qui utilise la reconnaissance vocale pour comparer les informations à une base de données des maladies. Babylone donne alors une recommandation, en tenant compte de l'historique médical de l'utilisateur.
En 2023, la version de ChatGPT basée sur GPT-4 s'est montrée capable d'obtenir le diplôme de médecin aux États-Unis.

## Limites, risques, gouvernance et régulation
En 2024, il n'y a que peu de réglementation cadrant clairement l'utilisation de l'IA dans le domaine spécifique et sensible des données de santé et des soins médicaux.
Malgré des progrès spectaculaires, notamment depuis les années 2020, l'utilisation de l'IA (en général, et dans les soins de santé en particulier) a des limites (hallucinations encore possibles) et des biais algorithmiques... qui sont sources de discrimination, de stéréotypes et d'iniquité, ou de perte de performance de certains modèles d'IA (parfois pourtant validés par une autorité de santé) quand on les utilise dans un contexte différent de celui de leurs données d'apprentissage. L'IA peut aussi parfois mettre en péril la protection de la vie privée.
Dans d'autres domaines (publicité, réseaux sociaux, propagande militaire, politiques ou religieuse notamment), elle est très utilisée pour l'influence, la désinformation, la captation du temps de cerveau, avec des conséquences sociétales importantes. La forme très anthropomorphique des jeux de questions/réponses avec les chatbots (de SIRI à ChatGPT...) peut conduire à une confiance exagérée de leurs utilisateurs,, et en 2024, l'algorithme de recommandation de TikTok commence à être utilisé comme moteur de recherche par 40 % des jeunes qui le préfèrent à Google. Durant la pandémie de Covid-19, la prolifération, sur les réseaux sociaux, de prépublications scientifiques (dont le nombre a dépassé celui des études relues par des pairs), d'analyses personnelles et de fausses nouvelles a montré la nécessité pour des applications telles que chat-GPT de citer ses sources et d'être en mesure de qualifier leur niveau de qualité.
On ignore encore ses effets sur le marché de l'emploi. Elle peut indirectement être consommatrice d'énergies carbonées, et de ressources informatiques.
Des questions éthiques complexes se posent, par exemple liées aux ordonnances de « ne pas réanimer » ou à l'absence de moralité des machines posent des défis et suscitent un besoin de réglementation. En Mai 2016, la Maison-Blanche a annoncé une série d'ateliers et de formations dispensés par le sous-comité de Machine Learning et de l'Intelligence Artificielle du National Science and Technology Council (NSTC). En octobre 2016, le groupe a publié La Recherche Nationale sur l'Intelligence Artificielle et le Plan Stratégique de Développement, présentant ses propositions prioritaires pour la R&D dans l'IA, recherche financée par le gouvernement fédéral. Le rapport propose un plan stratégique de R&D pour le sous-champ des technologies de l'information de la santé en plein développement.

En 2019, en France, la Haute Autorité en Santé (HAS), publie ses recommandations sur l'évaluation et la certification des dispositifs médicaux connectés (DMC). Ce guide concerne les applications disposant d'une fonction de télécommunication éventuellement liée à une intelligence artificielle et utilisés à des fins médicales par le patient. L'étude de la HAS conclut que « les méthodologies d'études se rapportant à un dispositif médical connecté ne se distinguent pas de celles des autres dispositifs médicaux ». Néanmoins les dispositifs médicaux connectés se distinguent par leur rapidité d'évolution, l'impact sur les patients et sur l'organisation des soins et l'interaction avec d'autres systèmes. La France crée le Health Data Hub afin de simplifier et encadrer l'utilisation des données de santé. Le 31 janvier 2019, le Health Data Hub lance un premier appel à projets qui donne lieu à la sélection de 10 projets lauréats le 18 avril 2019. En 2025, la HAS évalue certaines de ces technologies (dont les dispositifs médicaux et de télésurveillance), pour « guider les pouvoirs publics sur les décisions de remboursement. Pour celles qui n'entrent pas dans son périmètre d'évaluation, la HAS développe actuellement un cadre de confiance pour favoriser leur intégration pertinente dans le système de santé ».
En Europe, le Règlement général sur la protection des données (RGPD), concernant les patients au sein de l'UE, détaille les exigences en matière de consentement pour l'utilisation des données des patients lorsque des entités collectent des données de santé des patients.

## Formation
Le personnel médical doit être formé pour utiliser l'IA à bon escient. L'IA peut améliorer la formation du personnel médical, psychologues, etc. grâce notamment à la simulation médicale réaliste.

## Aspects éthiques et réglementaires
Depuis le début des années 2020 notamment, les usages de l'intelligence artificielle et de l'apprentissage automatique, sont en pleine expansion dans la plupart des champs de la santé. 
Les médias ont largement relayé les discours sur améliorer la prévention, les soins aux patients, la technique et la clinique médicale, la médecine personnalisée, la médecine de précision… dans les établissements de soins de santé comme dans la vie courante. La question s'inscrit plus largement dans les débats sur la nécessité de devoir réguler l'IA en général, au moment où le Congrès "tente de faire passer en douce une interdiction de 10 ans pour les États d’appliquer toute loi relative à l’IA, laissant ainsi un domaine du droit et de la technologie en pleine évolution complètement dépourvu de réglementation", selon Rob Bonta, le procureur général de la Californies, Etat où sont basés de nombreux géants des technologies tels que Google, Meta et OpenAI (ChatGPT). Les procureurs généraux de 40 États américains, démocrates mais aussi républicains, ont le 17 mai 2025 signé une lettre demandant au Congrès de renoncer à une mesure qui interdirait toute régulation de l’intelligence artificielle (IA) pendant 10 ans.
La médecine et la société sont confrontés à de nouveau dilemmes et défis éthiques, complexes, voire imprévisibles, incluant un risque de surveillance généralisée, de « dystopies où règneraient une systématisation de l'exploitation par « les Machines » de nos données de santé au détriment de toute vie privée, voire de tout libre arbitre », risque en France mis en balance avec les bénéfices attendus, par le rapport (2019) du Groupe de travail sur les enjeux éthiques du numérique et de l'intelligence artificielle (IA) co-dirigé par Claude Kirchner pour le Comité consultatif national d'éthique (CCNE) dans le cadre de la préparation de la révision bioéthique (quid de l'homme augmenté par exemple ? ou du croisement des nanotechnologies, des objets connectés et de la blockchain avec la médecine et l'intelligence artificielle ?), alors que d'autres défis sont encore à relever sur les questions de partialité, de protection des données de santé et de la vie privée ; sur les inégalités de santé, les biais algorithmique, la complexité de la confidentialité algorithmique, de l'anonymat et de l'anonymisation dans ce contexte (cf. utilité de données personnalisées pour la médecine personnalisée, et capacité des IA à désanonymiser certaines données), le consentement éclairé ; la cybersécurité en santé, le manque de transparence, d'explicabilité et de « responsabilité » de certaines IA (quid du secret commercial, secret des affaires, du secret de fabrication, ou de l'erreur médicale dans ce contexte). Les impacts sur les relations médecin-patient sont encore à évaluer.
Des biais (raciaux et autres) à l'empathie et à la compassion, l'intelligence artificielle suscite de nombreux débats philosophiques, éthiques et moraux qui se croisent avec les quatre piliers de l'éthique médicale que sont :
1. l'autonomie (le patient conserve dans la mesure du possible, une indépendance de pensée et de prise de décision, son consentement est pleinement éclairé) ;
2. la justice (les traitements ou médicaments nouveaux, rares ou chers devraient être partagés de manière équitable ; les fardeaux et les avantages devraient être répartis entre tous les groupes) ;
3. la bienfaisance (intention de faire du bien au patient) ;
4. la non-malfaisance (ne pas nuire au patient, ni à la société dans son ensemble).

En 2024, des chercheurs, face aux risques identifiés par diverses études, plaident pour la mise en place rapide d'une éthique spécifique de l'IA dans le domaine de la médecine.
En Europe, une « initiative Ethik-IA » vise une régulation de l'IA s'appuyant sur la législation existante en France et dans l'UE ; sans surprotection ni déréglementation ; c'est-à-dire ne freinant pas le développement des promesses d'innovations liées à l'IA et à la robotisation en santé. Raman & al. (2024) suggèrent que la Recherche mette maintenant l'accent sur la « nécessité d’atténuer les biais intersectionnels, d’adopter des approches de santé holistiques, de jouer le rôle de l’IA dans la durabilité environnementale et de déployer éthiquement l’IA générative ».

### En France
En 2018, le Comité consultatif national d'éthique français (CCNE), dans le cadre de la révision de la loi de bioéthique s'est prononcé très favorablement en faveur de l'intelligence artificielle en médecine, quoi qu'avec quelques précautions :
1. « Le CCNE considère comme prioritaire la diffusion du numérique en santé, et souhaite qu'en l'état des recherches et du développement de ces technologies, le recours au droit opposable soit circonscrit au maximum. Compte tenu des marges de gains de qualité et d'efficience permises par un recours élargi au numérique dans notre système de santé, mettre en œuvre une logique bloquante de réglementation ne serait pas éthique. Il propose par ailleurs que soit engagée au cours des prochains mois une réflexion sur la création d'instruments de régulation de type “droit souple”, applicables à la diffusion du numérique au sein de notre système de santé, avec un rôle de supervision générale qui pourrait être dévolu à la Haute Autorité de santé. Un tel cadre permettrait de renforcer l'efficacité et l'efficience de notre système de santé, tout en conservant la souplesse opérationnelle nécessaire à l'accompagnement de l'innovation[11] » ;
2. « Le CCNE propose que soit inscrit au niveau législatif le principe fondamental d'une garantie humaine du numérique en santé, c'est-à-dire la garantie d'une supervision humaine de toute utilisation du numérique en santé, et l'obligation d'instaurer pour toute personne le souhaitant et à tout moment, la possibilité d'un contact humain en mesure de lui transmettre l'ensemble des informations la concernant dans le cadre de son parcours de soins[11] » ;
3. « Le CCNE juge nécessaire que toute personne ayant recours à l'intelligence artificielle dans le cadre de son parcours de soins en soit préalablement informée afin qu'elle puisse donner son consentement libre et éclairé[11] » ;
4. « Le CCNE souhaite que cette révolution numérique ne pénalise pas les citoyens du non-numérique qui sont souvent en situation de grande fragilité, particulièrement dans le domaine de la santé[11] » ;
5. « Le CCNE propose que soit créée une plateforme nationale sécurisée de collecte et de traitement des données de santé pour articuler entre eux les différents enjeux éthiques afférents aux données de santé[11] » ;
6. « Le CCNE va s'engager pleinement dans les réflexions éthiques relatives au domaine du numérique et de la santé, et d'autre part se propose d'aider à la préconfiguration d'un comité d'éthique spécialisé dans les enjeux du numérique[11] ».

En France, des projets de big data (Consore, un moteur de recherche dédié à la cancérologie ; Health Data Hub) doivent contribuer a améliorer la qualité de la donnée nécessaire aux IA et l'accès à ces données. En 2021, un Plan Innovation Santé 2030 (volet santé du plan France 2030, doté de 7,5 milliards d'euros) vise à soutenir l'innovation dans les industries de santé (reprenant les propositions du Conseil stratégique des industriels de santé, CSIS) et lançant l'Agence de l'innovation en santé (AIS).
En 2025 (12 mai au 6 juin), une « concertation publique sur l’éthique de l’IA en santé » est lancée par l’Agence du numérique en santé (ANS) et la Délégation au Numérique en Santé (DNS), avec un guide visant à compléter les référentiels existants, contenant des critères concrets pour les acteurs développant ou déployant des systèmes d’IA en santé, s'inscrivant dans le cadre du Règlement européen sur l’IA (RIA, 2024) qui impose des normes strictes aux systèmes à haut risque. Ce guide aborde le RGPD et le RIA, mais aussi les conditions de bienfaisance, d'autonomie et d'éco-responsabilité de l'IA médicale.

## Investissements gouvernementaux
En 2015, le gouvernement des États-Unis annonce investir dans l'IA pour la santé à hauteur d'un milliard de dollars pour le Cancer Moonshot et de 215 millions de dollars pour la médecine de précision.
Les investissements ne sont pas que financiers : ainsi, en Norvège, le réseau KIN (Kunstig Intelligens i Norsk Helsetjeneste - Intelligence Artificielle dans le service de santé Norvégien) associe des professionnels de la santé et de l'informatique pour une transition soutenable, en encourageant le partage de connaissances et la collaboration avec les politiciens et les administrateurs chargés de la santé pour surmonter les incertitudes liées à l'IA, tout en tenant compte des réalités cliniques et sociopolitiques. De nombreux pays adoptent une approche similaire pour mieux intégrer l'IA dans le domaine de la santé.

## Information du patient
En France, « le professionnel de santé qui décide d'utiliser […] un dispositif médical comportant un traitement de données algorithmique dont l'apprentissage a été réalisé à partir de données massives s'assure que la personne concernée en a été informée et qu'elle est, le cas échéant, avertie de l'interprétation qui en résulte ». Le patient doit donc à la fois avoir accès au verdict de la machine et à celui du médecin (même si le diagnostic de l'intelligence artificielle contredit celui du médecin). En Europe, en complément de la règlementation sur la protection des données, la législation sur l'intelligence artificielle, prévoit aussi que le patient soit informé sur les limites de l'intelligence artificielle et sur l'origine des données qui ont alimenté le système intelligent.

### Vidéographie
- [vidéo] Obvia, « L'intelligence artificielle en santé: Définitions et promesses », sur YouTube, 26 juillet 2022.